# Tenisz a 2015. évi nyári európai ifjúsági olimpiai fesztiválon
A 2015. évi nyári európai ifjúsági olimpiai fesztiválon a tenisz mérkőzéseket Tbilisziben rendezték.

## Összesített éremtáblázat
| A 2015. évi nyári európai ifjúsági olimpiai fesztivál összesített éremtáblázata teniszben | A 2015. évi nyári európai ifjúsági olimpiai fesztivál összesített éremtáblázata teniszben | A 2015. évi nyári európai ifjúsági olimpiai fesztivál összesített éremtáblázata teniszben | A 2015. évi nyári európai ifjúsági olimpiai fesztivál összesített éremtáblázata teniszben | A 2015. évi nyári európai ifjúsági olimpiai fesztivál összesített éremtáblázata teniszben | Olimpia  |
| ----------------------------------------------------------------------------------------- | ----------------------------------------------------------------------------------------- | ----------------------------------------------------------------------------------------- | ----------------------------------------------------------------------------------------- | ----------------------------------------------------------------------------------------- | -------- |
|                                                                                           | Ország                                                                                    | Arany                                                                                     | Ezüst                                                                                     | Bronz                                                                                     | Összesen |
| 1.                                                                                        | Csehország                                                                                | 1                                                                                         | 0                                                                                         | 1                                                                                         | 2        |
| 2.                                                                                        | Bulgária                                                                                  | 1                                                                                         | 0                                                                                         | 0                                                                                         | 1        |
|                                                                                           | Olaszország                                                                               | 1                                                                                         | 0                                                                                         | 0                                                                                         | 1        |
|                                                                                           | Szlovénia                                                                                 | 1                                                                                         | 0                                                                                         | 0                                                                                         | 1        |
| 5.                                                                                        | Izrael                                                                                    | 0                                                                                         | 2                                                                                         | 0                                                                                         | 2        |
| 6.                                                                                        | Románia                                                                                   | 0                                                                                         | 1                                                                                         | 1                                                                                         | 2        |
| 7.                                                                                        | Oroszország                                                                               | 0                                                                                         | 1                                                                                         | 0                                                                                         | 1        |
| 8.                                                                                        | Belgium                                                                                   | 0                                                                                         | 0                                                                                         | 1                                                                                         | 1        |
|                                                                                           | Svájc                                                                                     | 0                                                                                         | 0                                                                                         | 1                                                                                         | 1        |
|                                                                                           |                                                                                           |                                                                                           |                                                                                           |                                                                                           |          |
| Összesen                                                                                  | Összesen                                                                                  | 4                                                                                         | 4                                                                                         | 4                                                                                         | 12       |

## Érmesek

### Férfi
| A 2015. évi nyári európai ifjúsági olimpiai fesztivál érmesei férfi teniszben |                                               |                                  |                                         |
| Versenyszám                                                                   | Arany                                         | Ezüst                            | Bronz                                   |
| Egyes                                                                         | Bulgária Adrian Andreev                       | Izrael Yshai Oliel               | Belgium Tibo Ignace Tom Colson          |
| Páros                                                                         | Olaszország · Gabriele Bosio · Riccardo Perin | Izrael · Roi Ginat · Yshai Oliel | Csehország · Evzen Holis · Tomas Machac |

### Női
| A 2015. évi nyári európai ifjúsági olimpiai fesztivál érmesei férfi teniszben |                                       |                                                     |                                                         |
| Versenyszám                                                                   | Arany                                 | Ezüst                                               | Bronz                                                   |
| Egyes                                                                         | Csehország Lucie Kankova              | Oroszország Taisiya Pachkaleva                      | Románia Selma Stefania Cadar                            |
| Páros                                                                         | Szlovénia · Kaja Juvan · Nika Radisic | Románia · Selma Stefania Cadar · Andreea Prisacariu | Svájc · Leonie Katharina Kueng · Simona Martina Waltert |